# برایانت
برایانت می‌تواند یکی از موارد زیر باشد:
- کوبی برایانت، (۱۹۷۸ – ۲۰۲۰) بسکتبالیست بازنشسته آمریکایی.
- کیلی برایانت، (۱۹۹۷) بازیگر آمریکایی.